# Reserva
Reserva is een gemeente in de Braziliaanse deelstaat Paraná. De gemeente telt 25.148 inwoners (schatting 2009).

## Aangrenzende gemeenten
De gemeente grenst aan Cândido de Abreu, Imbaú, Ivaí, Ortigueira, Rosário do Ivaí en Tibagi.